# Yuichi Nemoto
Yuichi Nemoto (根本 裕一?, Nemoto Yuichi; Prefettura di Ibaraki, 21 luglio 1981) è un ex calciatore giapponese, di ruolo difensore.

## Carriera

### Club

#### Kashima Antlers e Cerezo Osaka
È nel 2000 che è iniziata la sua carriera nel professionismo, con il Kashima Antlers, vincendo la Coppa del Giappone dove ha fatto il suo debutto in semifinale contro il Nagoya Grampus. Nel 2002 giocherà per il Cerezo Osaka in J2 League, la seconda divisione del calcio giapponese, andando a rete per la prima volta, con una doppietta vincendo per 6-0 contro il Montedio Yamagata, segnerà il gol del 1-1 nel pareggio contro lo Yokohama FC, inoltre aprirà le marcature nella vittoria per 3-0 ai danni dell'Oita Trinita. Nella Coppa dell'Imperatore segnerà la rete del 6-0 vincendo contro il Teihens FC.

#### Vegalta Sendai e Oita Trinita
Nel 2003 vestirà la maglia del Vegalta Sendai segnando solo due reti, contro il Vissel Kobe e l'Oita Trinita entrambe finite in pareggio per 1-1. A partire dal 2004 miiterà nell'Oita Trinita segnando tre reti, la prima nella vittoria per 2-1 contro FC Tokyo, la seconda vincendo per 4-3 contro il Gamba Osaka e la terza prevalendo per 3-0 contro il Nagoya Grampus. Vincerà per la seconda volta la Coppa del Giappone giocando solo tre partite.

#### JEF United Chiba e Zweigen Kanazawa
Giocherà nel 2008 per l'JEF United Chiba mentre nel 2009 entrerà nel Zweigen Kanazawa giocando nella Japan Regional League e nella Japan Football League, infine nel 2012 si ritira definitivamente dal calcio segnando la sua ultima rete vincendo per 2-1 contro il SP Kyoto.

### Nazionale
Con la nazionale del Giappone Under-23 vincerà l'argento ai Giochi asiatici del 2002 segnando il gol del 2-0 contro la Palestina.

## Palmarès

### Club
- Coppa J. League

Kashima Antlers: 2000
Oita Trinita: 2008

### Nazionale
- Giochi asiatici: 1

2002

### Individuale
- Premio Fair-Play del campionato giapponese: 2

2003, 2006